# Erich Leick
Erich Felix Rudolf Leick (* 14. Januar 1882 in Greifswald; † 23. April 1956 in Kloster (Insel Hiddensee)) war ein deutscher Botaniker und Hochschullehrer.

## Leben
Erich Leick wurde als Sohn des Journalisten und Schriftstellers Josef Leick und dessen Frau Agnes, geborene Klage geboren. Er besuchte das Gymnasium in Greifswald und studierte an der Universität Greifswald Naturwissenschaften. 1905 legte er sein Staatsexamen in Botanik, Zoologie, Chemie, Mineralogie und Geographie ab. Anschließend wurde er Gymnasiallehrer. 1909 wurde er promoviert, 1913 habilitiert.
Im Ersten Weltkrieg kämpfte er als Kriegsfreiwilliger und wurde 1915 in der Schlacht bei Dünaburg schwer verwundet. Im selben Jahr heiratete er Marie Schultz, aus der Ehe gingen zwei Kinder hervor.
1916 wurde er Professor in Konstantinopel und gründete dort das Botanische Institut. 1916 kehrte er nach Greifswald zurück, wo er außerordentlicher Professor und 1928 ordentlicher Professor wurde. Mitte der 1930er Jahre war Leick Dekan der Philosophischen Fakultät. 
1930 gründete Leick die Biologische Forschungsstation auf Hiddensee, die sich als erste deutsche Forschungsstätte der Pflanzenökologie widmete.
1937 trat Leick der NSDAP bei, auch am Zweiten Weltkrieg nahm er als Kriegsfreiwilliger als Meteorologe teil, wurde aber 1940 aus gesundheitlichen Gründen aus der Armee entlassen.
Nach 1945 wurde er von der Universität entlassen und lebte mittellos auf Hiddensee. 1953 wurde er rehabilitiert.

## Veröffentlichungen (Auswahl)
- Die biologischen Schülerübungen: Eine Einführung in ihr Wesen, ihre Geschichte, ihre Bedeutung u. ihre Handhabung. Quelle & Meyer, Leipzig 1909.
- Untersuchungen über die Blütenwärme der Araceen. Abel, Greifswald 1910 (Greifswald, Univ., Diss., 1910).
- Über den Temperaturzustand verholzter Achsenorgane. Hartmann, Greifswald 1913 (Mitteilungen des naturwissenschaftlichen Vereins für Neuvorpommern und Rügen; 44).
- Die Pflanzendecke der Provinz Pommern: eine pflanzengeographische Übersicht. In: Pommersches Heimatbuch (1926), S. 96–210.
- mit Kurd von Bülow: Das Kieshofer Moor bei Greifswald: Beiträge zur monographischen Behandlung eines Naturschutzgebietes. Borntraeger, Berlin 1927 (Beiträge zur Naturdenkmalpflege; 12,1).
- Die biologische Forschungsstation Hiddensee: zur Einweihungsfeier am 6. Juli 1930. Abel, Greifswald 1930.
- „Soll“ und „Haben“ im Haushalt der Natur: Festrede. Bamberg, Greifswald 1938 (Greifswalder Universitätsreden; 49).